# 最上稲荷

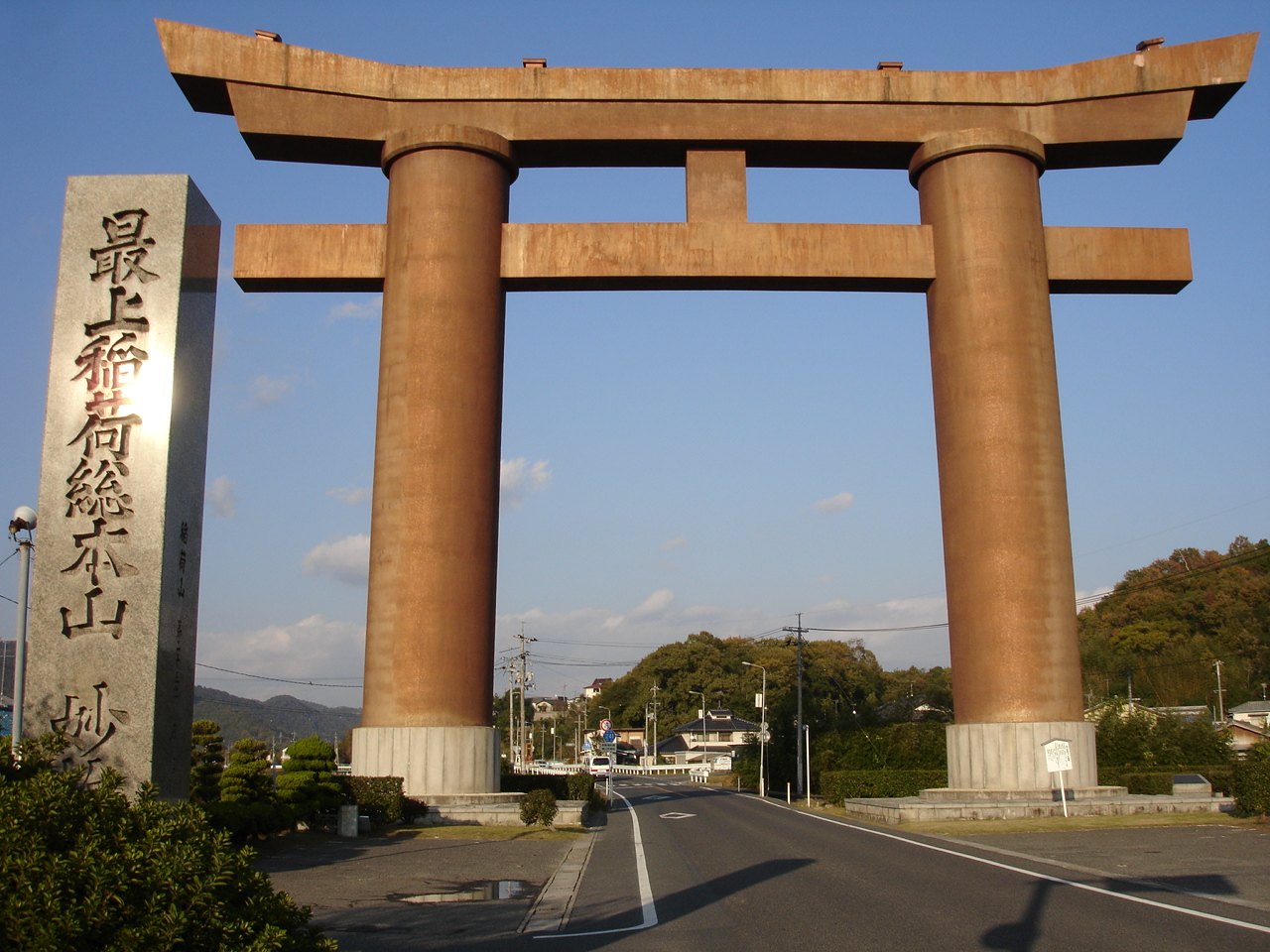
大鳥居

最上稲荷（さいじょういなり）は、岡山県岡山市北区にある日蓮宗の寺である。正式名称は最上稲荷山妙教寺。所在地が岡山市北区高松地区であることから高松稲荷（たかまついなり）とも称される。
特別に神仏習合の祭祀形態が許された、仏教の流れを汲む貴重な稲荷として知られ、寺でありながら鳥居をそなえ、しめ縄の架けられた、神宮形式をあわせ持つ本殿（霊光殿）があるなど、神仏習合時代の形態を数多く残しており、伏見・豊川に並ぶ日本三大稲荷の一つともされ、毎年正月三が日は県下最多の60万人余りの参拝客が訪れる。

## 歴史・概要
岡山県内で唯一、明治初年の廃仏毀釈の被害を逃れた所といわれ、日蓮宗系「神仏習合」の祭祀形態を現在も残す。歴史のある寺院であるが、第二次世界大戦後の1954年（昭和29年）7月24日に一時日蓮宗より独立し、最上稲荷教総本山妙教寺となっていたが、2009年（平成21年）7月に日蓮宗に復帰した。最上尊信仰発祥の地であることから最上稲荷総本山と称されている。

### 本尊
祈祷本尊は最上位経王大菩薩（稲荷大明神）。最上位経とはすなわち法華経のことである。像容は右手に鎌、左肩に稲束を背負い、白狐にまたがる天女の姿をしており、稲荷神の本地とされる荼枳尼天の像容とその特徴を同じくする。

### 創建伝承
寺伝によれば、報恩大師が天平勝宝4年（752年）に孝謙天皇の病気平癒の勅命を受けて、吉備山中の八畳岩で修法し、最上位経王大菩薩を感得、天皇は全快したことに始まるという。
また後に桓武天皇の病気平癒祈願の功徳により、寺院建立の寄進申し出があった。これにより大師が霊地を求めていたある日、最上位経王大菩薩より「備中国、龍王山麓に堂宇を定むるべし」との宣告があり、このことを天皇に進言。天皇はその祈願所としてさっそく龍王山神宮寺を寄進創建した。これが現在の妙教寺であるという。

### 近世以降
羽柴秀吉の中国進攻の際に戦火により焼亡するも、江戸時代初期の慶長6年（1601年）この地を治めた旗本の花房職秀（花房職之）が関東地方より日円聖人を招聘し、「稲荷山妙教寺」として再興した。このときに天台宗から日蓮宗へ改宗した。
寛保元年（1741年）に建立された霊応殿本殿（旧本殿）は岡山市重要文化財に指定されている。現在の本殿（霊光殿）は1979年（昭和54年）に建築された。1881年（明治14年）に建築された根本大堂は老朽化のため、2006年（平成18年）に移転、修復された。2009年（平成21年）、本堂（根本大堂）など33件が国の登録有形文化財に登録された。
なお、1951年（昭和26年）の宗教法人法の施行に伴い、信徒や有識者の勧めにより、妙教寺の第23世の稲荷日宣の代にして1954年（昭和29年）7月に、宗教法人・最上稲荷教として日蓮宗から独立、包括法人を組織したが、55年後の2009年（平成21年）7月24日、26世稲荷日應の判断により、傘下の寺院とともに日蓮宗に復帰した。日蓮宗には一般の寺院として復帰したが、「最上稲荷総本山」の通称は、引き続き使用される。
初詣シーズンには元旦～15日まで「新春開運大祈願祭」が催され、毎年岡山県下最大の参拝客（約60万人）で賑わう。

### 年表
- 1950年（昭和25年） - この年、山火事が発生し、仁王門を焼失[4]。
- 1958年（昭和33年） - この年、仁王門を再建[4]。仁王門内に金色仁王尊像と白狐像を建立。
- 1972年（昭和47年） - この年、岡山市高松[注 1]に大鳥居（高さ 27.5 m 、柱の直径 4.6 m 、重さ 2800 t）を建立[5]。
- 1985年（昭和60年） - この年、大鳥居の塗り直しが行われる[5]。
- 2009年（平成21年） - 4月1日、岡山市が政令指定都市に移行。これに伴い、所在地の地名が岡山市高松稲荷から岡山市北区高松稲荷になる。
- 2013年（平成25年） - 12月3日、老朽化した仁王門の改修工事が終了、記念式典[4]。
- 2014年（平成26年）
  - 4月12日、仁王門落慶法要[6]。
  - この年、大鳥居の塗り直し（総工費約7千万円、扁額に西江邸の弁柄を使用）が行われる[5]。

## 文化財

### 岡山市指定重要文化財
- 霊応殿本殿

### 国の登録有形文化財
| - 山門 - 仁王門 … 高さ11メートル、幅12メートル、奥行き12メートルの石造り。 - 本堂 - 客殿および庫裏 - 寒松軒 - 太鼓楼および渡廊下 - 宝光閣 - 御厩舎 - 御水舎 - 鐘楼 - 清正公堂 - 霊応殿前殿 - 霊応殿拝殿 - 霊応殿経王殿 - 五社天王社 - 朝日天王社 - 日車天王社 | - 荒熊天王社 - 秀義天王社 - 末廣天王社 - 信受・照両天王社 - 羽弥御崎天王社 - 大乗天王社 - 縁引天王社 - 妙正天王社 - 夜守天王社 - 三光天王社 - 六社天王社一富天王社 - 六社天王社大元鬼天王社 - 六社天王社白糸天王社 - 六社天王社福恵天王社 - 六社天王社福崎天王社 - 六社天王社夜守天王社 |

## 末寺
- 真如山妙福寺（北海道函館市元町） － 函館分院
- 蓮華院（神奈川県相模原市緑区三井）
- 法華山示現寺（神奈川県藤沢市用田）
- 清寿山立徳寺（愛知県名古屋市緑区梅里）
- 釜戸信友教会（岐阜県瑞浪市釜戸町）
- 大祥寺（三重県桑名市東方船着町）
- 桜妙山蓮岳寺（兵庫県赤穂市塩屋）
- 龍昌院（兵庫県西脇市和田町）
- 陽田山経王寺（鳥取県米子市陽田町） － 米子別院
- 太生山一心寺（岡山県岡山市南区妹尾）
- 蓮照院（岡山県津山市福渡町）
- 三原教会（広島県三原市中之町）
- 府中教会（広島県府中市高木町）
- 明照庵（広島県福山市道三町）
- 端間道場（福岡県小郡市）
- 龍華院（佐賀県嬉野市塩田町五町田甲）

## 名物 ゆずせんべい
名物土産。多数の製造元があり、参道で販売している。
（製造者）五十音順
- 稲荷ときわや（岡山市北区高松稲荷）
- おかもと屋（同）
- 大黒屋（同）
- 長栄堂（同）
- 常盤堂（同）
- 姫屋（同）
- 福屋商店（同）
- 六車商店（同）

## 周辺施設
- 稲荷山健康センター （岡山市北区高松稲荷）[閉業]
- 吉備高原自転車道（岡山市北区高松稲荷、岡山県道701号岡山賀陽自転車道線）
- 大鳥居 （岡山市北区高松、岡山県道241号長野高松線）
- JR吉備線（桃太郎線）備中高松駅（岡山市北区高松）

## 交通アクセス

### 公共交通機関
- JR西日本吉備線（桃太郎線）備中高松駅 下車、約2km。徒歩30分。タクシーで5分。正月三が日には、備中高松駅北口から最上稲荷参道口の稲荷山バス停まで下電観光バスにより臨時バスが運行される[注 2]。

### 自家用車利用
※大型駐車場有り（有料・値段は季節等によって異なる）。なお、初詣および節分などのシーズンにおいては周辺道路が非常に渋滞するので、最上稲荷の公式ホームページのお正月の交通規制についてを参照のうえ迂回するのが望ましい。
- 岡山自動車道・岡山総社ICより国道180号を岡山方面へ東進し、備中高松交差点で北折して岡山県道241号長野高松線に入る。車で約10分。
- 山陽自動車道・吉備スマートICより岡山市道佐山辛川線（高速側道）を西進し、辛川市場交差点（感知式信号）で岡山県道61号妹尾御津線を北進。長野交差点で岡山県道241号長野高松線を南進。車で約15分。
- （岡山市街地より）国道180号を総社方面へ西進し、中川橋交差点で岡山県道61号妹尾御津線を北進。長野交差点で岡山県道241号長野高松線を南進。車で約30分。
- （高梁・総社・倉敷方面より）国道180号を岡山方面へ東進し、備中高松交差点で北折して岡山県道241号長野高松線を北進。総社を起点とした場合、車で約15分。